# Wilhelm Hallwachs
Wilhelm Hallwachs (Darmstadt, 1859. július 9. – Drezda, 1922. június 20.) német fizikus. Teljes neve Wilhelm Ludwig Franz Wilhelm.

## Életpálya
A Berlini Egyetemen és Strasbourgban tanult fizikát. 1884-ben Strassburgban doktorált, 1886-ig Heinrich Hertz tanársegéde a Würzburgi Egyetemen. 1886-tól 1888-ig a GH Wiedemann vállalat alkalmazottja. 1893-tól a drezdai műszaki egyetem professzora. 1890-től több tudományos eszköz feltalálója, alkotója volt.

## Kutatási területei
1887-ben a Heinrich Hertz által felfedezett, később fényelektromos jelenség néven ismertté vált jelenség részletes vizsgálata során felfedezte, hogy az ultraibolya sugárzás hatására egy negatív töltésű, és elektromosan szigetelt fémlemez elveszíti töltését, a töltéssel nem rendelkező fémlemez pedig pozitív töltésű lesz. A pozitív töltésű fémlemez azonban nem veszíti el töltését. A hatás csak a hullámhossz bizonyos, az adott fémtől függő értéke alatt lép fel. A jelenséget róla nevezték el Hallwachs-hatásnak. Később Lénárd Fülöp mutatta ki, hogy a jelenség során a fémből elektronok lépnek ki. A hatásnak fontos szerepe volt Albert Einstein fénykvantum-hipotézisének megfogalmazásában.

## Szakmai sikerek
Megvilágítása során a fémből kilépő negatív töltésű részecskéket, a fotoeffektust munkásságának elismeréseként Hallwachs-hatásnak nevezték el.